# トーゴの行政区画
トーゴの地方行政区画は5つの州（仏：région）に分かれる。

## 一覧
| 州名     | フランス語名 | 州都       | 面積 (km2) | 人口 (2022年) |
| -------- | ------------ | ---------- | ---------- | ------------- |
| サバナ州 | Savanes      | ダパング   | 8,470      | 1,143,520     |
| カラ州   | Kara         | カラ       | 11,738     | 985,512       |
| 中央州   | Centrale     | ソコデ     | 13,317     | 795,529       |
| 高原州   | Plateaux     | アタクパメ | 16,975     | 1,635,946     |
| 沿岸州   | Maritime     | ロメ       | 6,100      | 3,534,991     |

また、5州は首都のロメ（コミューン）と39の県に分かれている。

## 下位行政区画
- トーゴの県（英語版）（県（Préfecture）、郡（sous-préfecture））
- トーゴの小郡（英語版）（カントン）
- トーゴのコミューン（フランス語版）